# Contrefort
Pour l’article homonyme, voir Contrefort (homonymie).
Ne doit pas être confondu avec Arc-boutant.

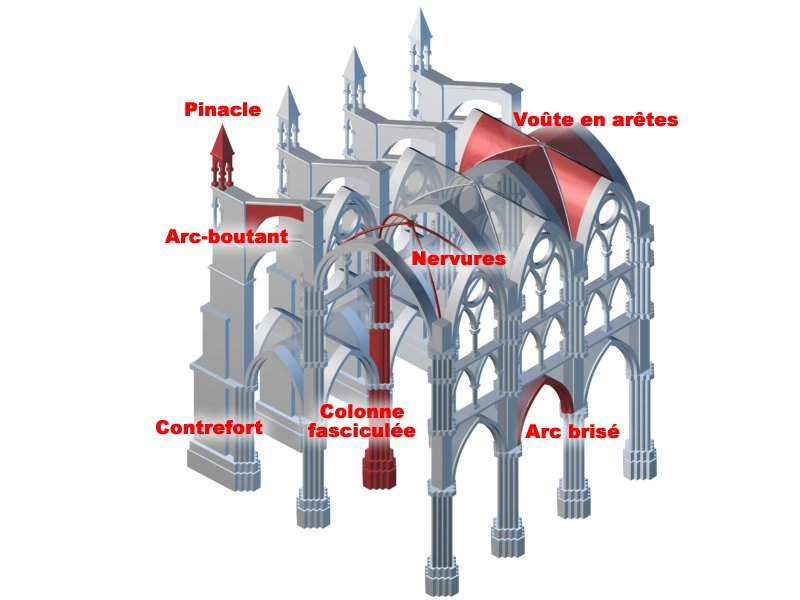
Quelques termes d'architecture.

En architecture, un contrefort est un renfort de maçonnerie saillant et massif élevé sur la face extérieure d'un bâtiment voûté et qui sert à contenir les effets d'une charge ou de la poussée des arcs et des voûtes afin d'assurer la stabilité du mur contre lequel il se dresse. Les contreforts sont généralement intégrés à la maçonnerie, mais ils peuvent également être indépendants.

## Historique
Les architectures perse, romaine et byzantine reportent généralement les organes de butée, généralement des cloisons, à l'intérieur. Elles utilisent parfois des contreforts qui prennent l'aspect d'une colonne engagée ou d'un pilastre.
Les contreforts sont typiques de l'architecture romane, notamment dans l'architecture chrétienne. Ainsi, dans les églises à nef unique, la résistance aux poussées est assurée par les murs munis de contreforts. Les maîtres maçons romans réduisent le contrefort à ce qu'exige son rôle : un simple éperon vertical de faible saillie couronné d'un glacis. Dans les églises à trois nefs, la résistance aux poussées dans la nef centrale est fournie par les culées qui sont les piles elles-mêmes, appelées piles-culées. Pour assurer une stabilité suffisante, les maîtres maçons renforcent les murs extérieurs avec des contreforts et recourent à un artifice d'encorbellement que les constructeurs gothiques érigeront en méthode : les piles sont renforcées extérieurement par un éperon qui s'appuie en porte à faux sur les reins des voûtes des collatéraux.

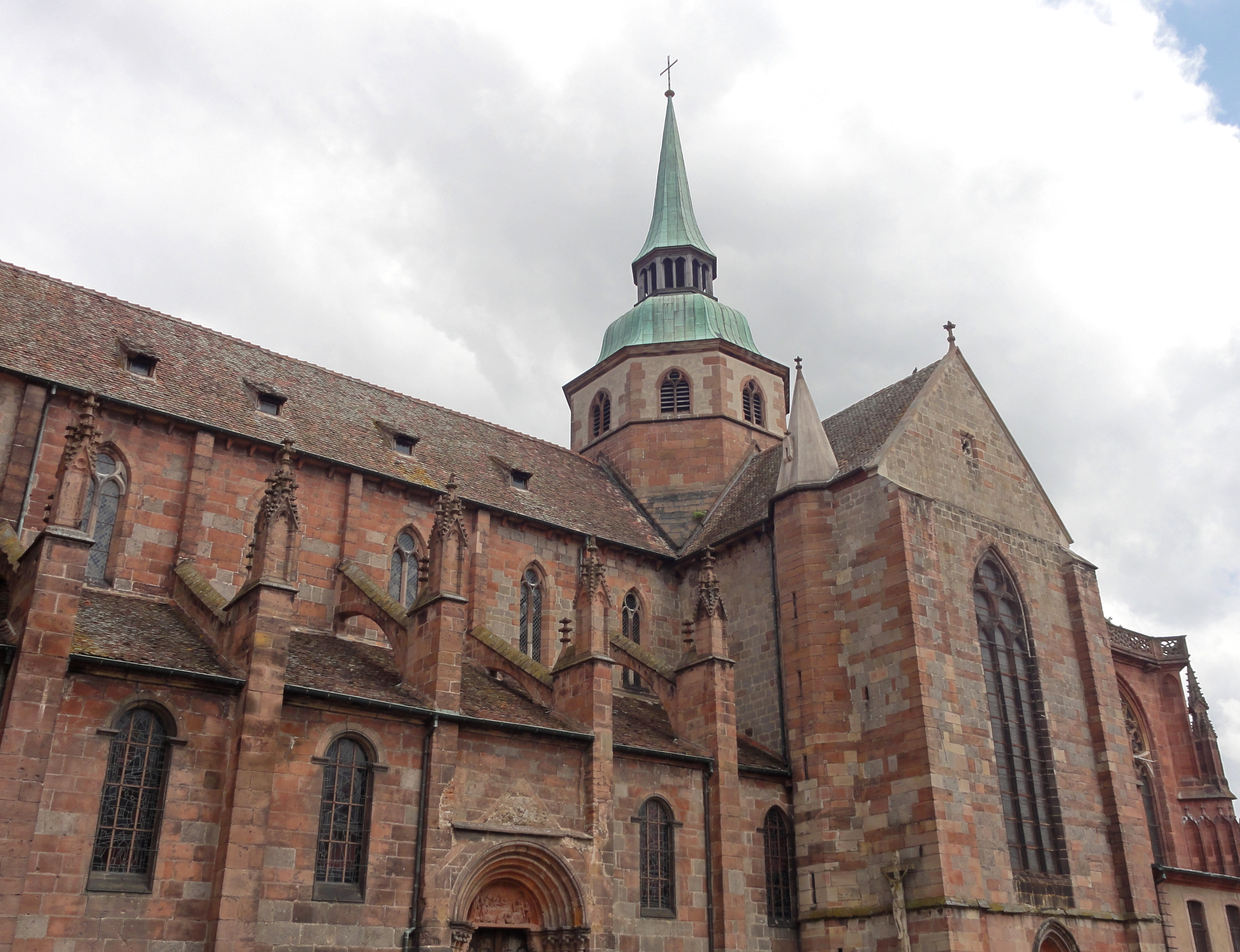
Contreforts de l'église Saint-Georges de Sélestat.
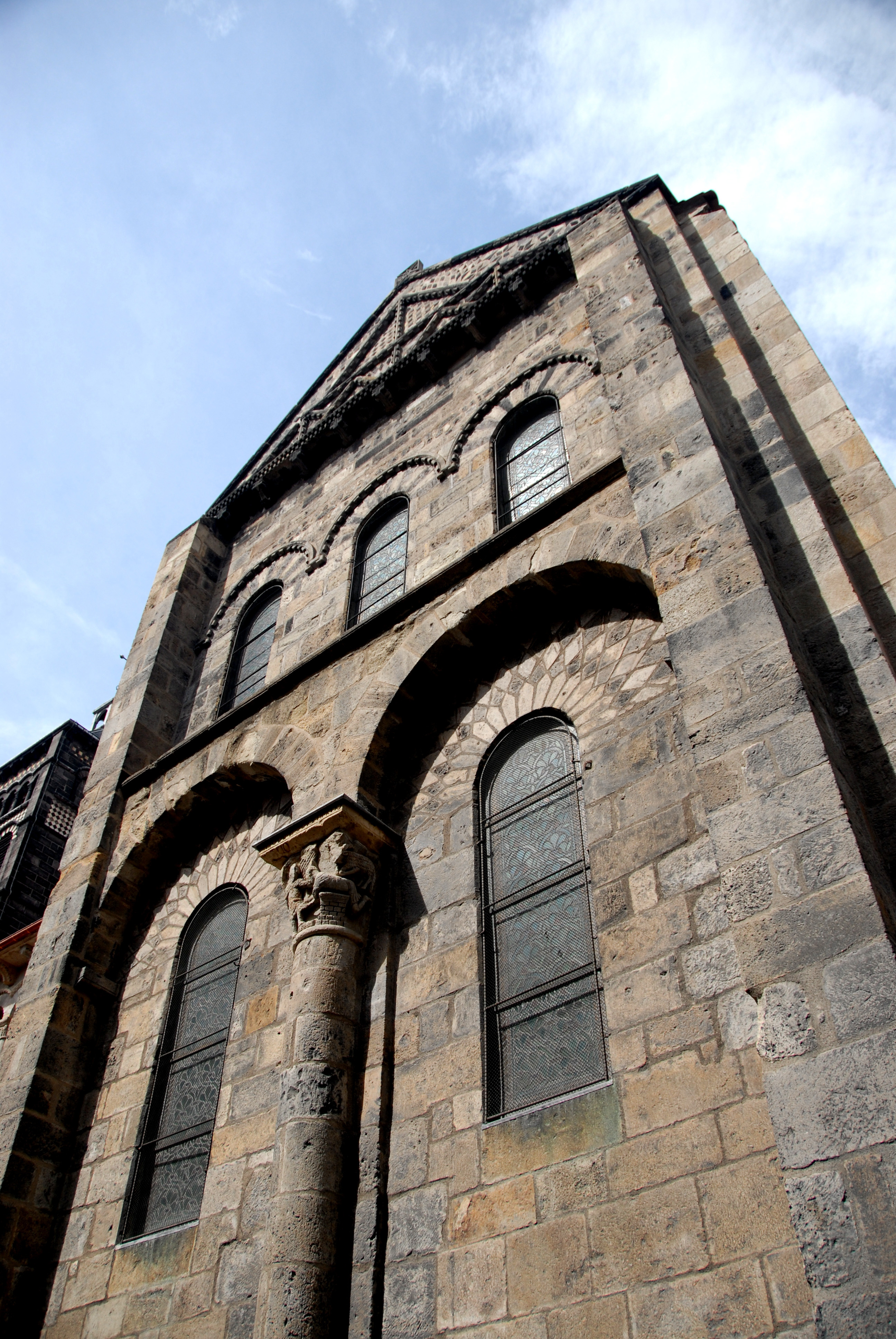
Contreforts reliés à l'aide d'arceaux, Notre-Dame-du-Port.

Mais c'est surtout l'architecture ogivale qui a fait un large usage de ces éléments architecturaux associés à l'arc pour soutenir les murs des nefs qui avaient à supporter les hautes voûtes. Les contreforts sont progressivement allégés jusqu'à devenir de légers arcs-boutants dans l'architecture gothique, mais ils ne doivent pas être confondus avec de simples colonnes engagées, lesquelles ne renforcent pas sensiblement le mur, ou bien avec les pilastres, qui n'ont pas de fonction structurelle.

## Galerie

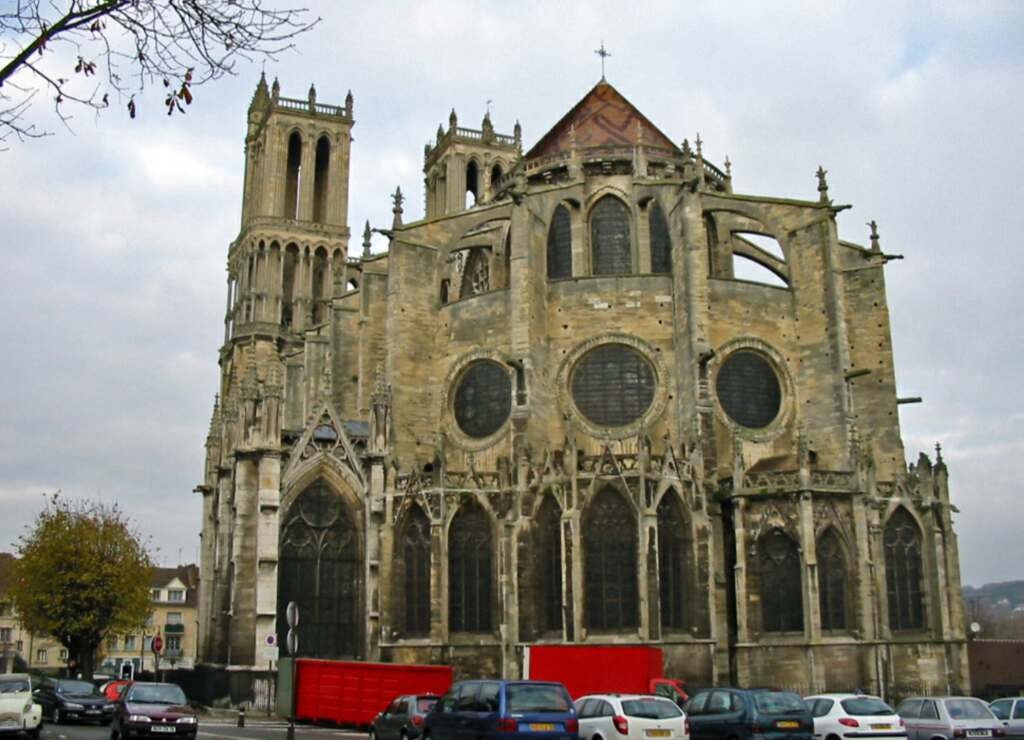
Contreforts du chevet de la collégiale Notre-Dame de Mantes-la-Jolie.
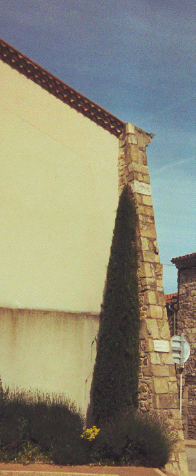
Contrefort dans l'architecture civile.
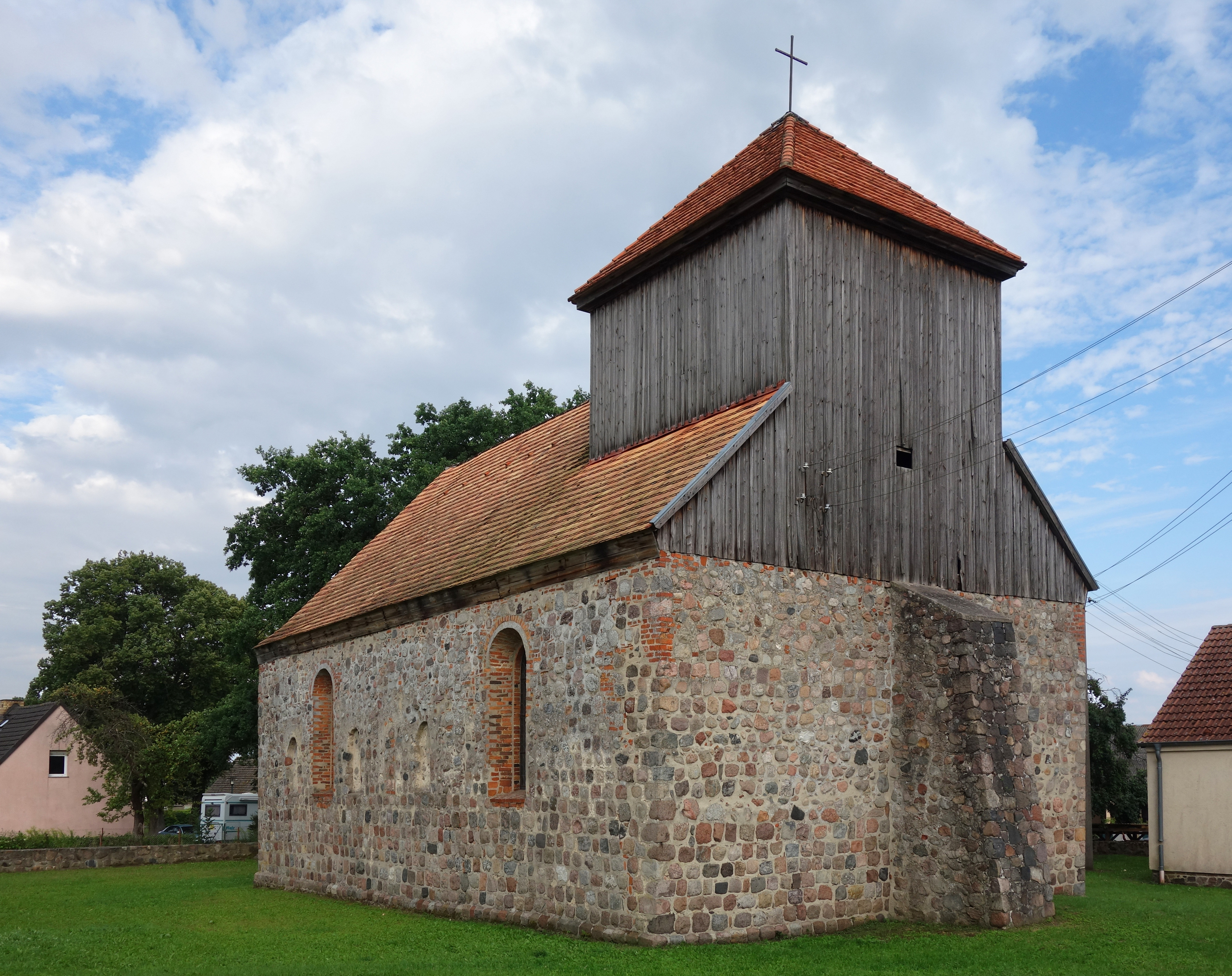
Contrefort du mur occidental d'une église rurale en Brandebourg.